# Mecanisme de flux d'aire
A la fonètica, el flux d'aire és el mètode pel qual es crea una corrent d'aire al tracte vocal. Junt amb la fonació i l'articulació, és un dels tres components principals de la producció de la parla. El mecanisme de flux d'aire és obligatori per a la producció del so i constitueix la primera part d'aquest procés, que s'anomena iniciació.
L'òrgan que gener el flux d'aire s'anomenta l'iniciador i hi ha tres iniciadors que s'usen a les llengües humanes parlades:
- el diafragma junta amb les costelles i els pulmons (mecanisme pulmonar),
- la glotis (mecanisme glotàlic), i
- la llengua (mecanisme lingual o velar).

Tot i que no es fa servir a cap llengua, les galtes poden usar-se per generar flux d'aire (mecanisme bucal, que es denota per {ↀ} als Símbols de Qualitat de Veu, SQV). Vegeu parla bucal.
Després d'una laringectomia, l'esòfag pot usar-se com a iniciador (denotat per {Œ} per a la parla simple esofàgica i {Ю} per a parla tràquea-esofàgica al SQV). Vegeu parla esofàgica.
Les consonants percussives es produeixen sense cap mecanisme de flux d'aire.

## Tipus de mecanismes de flux d'aire
Qualssevol dels tres iniciadors − diafragme, glotis o llengua − poden actuar o bé incrementant o bé disminuint la pressió que genera el flux d'aire. Aquests canvis en pressió sovint corresponen al flux d'aire cap a fora o cap a dins i, per tant, s'anomenen so egressiu o so ingressiu.
D'aquests sis mecanismes que resulten en flux d'aire, es poden trobar lèxicament quatre al voltant del món:
- Egressiva pulmonar, on l'aire s'expulsa dels pulmons per la pressió de les costelles i el diafragma. Totes les llengües humanes usen aquest tipus de sons (com ara les vocals), i a prop de 3 de cada 4 els usen exclusivament.
- Egressiva glotal, on la columna d'aires es comprimeix a mesura que la glotis es mou cap amunt. Aquestes consonants s'anomenen ejectives. Les consonants ejectives i semblants es troben en 16% de les llengües.
- glotàlica ingressiva, on la columna d'aire es rarifica a mesura que la glotis es mou cap avall. Aquest tipus de consonants s'anomenen implosives. Les consonants implosives i semblants es troben en un 13% de les llengües del món. Malgrat el nom, el flux d'aire pot ser que no flueixi cap a dins: Tot i que la glotis es mou cap avall, l'aire pulmonar es mou cap a fora a través d'ella, però la reducció de la pressió fa una diferència audible en el so.
- ingressiva lingual, o sigui ingressiva velar, on es rarifica l'aire a la boca per un moviment cap avall de la llengua. Aquestes consonants s'anomenen consonants clic. Aquest tipus de consonants són sons regulars a menys del 2% de les llengües del món, totes d'elles a l'Àfrica.[1]

Aquests mecanismes es poden combinar en fluxos d'aire de contorns, com ara els clics que s'alliberen cap a ejectives.
Les llengües khoisànides tenen consonants pulmonars, ejectives i clic, les llengües txadianes tenen consonants pulmonars, implosives i ejectives i les llengües ngnui utilitzen totes quatre, pulomnar, click, implosives i ejectives al vocabulari normal. La major part de les llengües restants utilitzes sols un o dos dels mecanismes de flux d'aire.
A les interjeccions es poden usar els altres dos mecanismes. Per exemple, en països tan diversos com Suècia, Turquia o Togo, una vocal pulmonar ingressiva («boquejada» o «inhalada») s'usa per fer canal posterior o expressar consentiment, i a França s'usa una egressiva lingual (una «estirada») per expressar rebuig. L'única llengua on se sap que aquests sons son contrastius al vocabulari normal és la llengua ritual extinta damin (també l'única llengua fora d'Àfrica amb clics); tanmateix, el damin sembla haver estat dissenyat intencionalment per diferir de la parla normal.

## Iniciació pulmonar
La iniciació per mitjà dels pulmons (en realitat el diafragma i les costelles) s'anomena iniciació pulmonar. L'ampla majoria de sons usats a les llengües humanes són egressius pulmonars. A la major part de les llengÜes, incloent-hi totes les llengües d'Europa (excloent-hi les llengües del Caucas), tots els fonemes són egressius pulmonars.
L'únic ús reportat d'un ingressiu pulmonar d'un fonema és una fricativa lateral al damin, una llengua ritual usada antigament per parlants del lardi a Austràlia. Es pot escriure amb la versió ampliada de l'Alfabet Fonètic Internacional (AFI) com a [ɬ↓]. El taa té un ingressiu com un detall fonètic en una sèrie dels seus clics, que són nasals sordes ingressives amb aspiració retardada, [↓ŋ̊ʘʰ ↓ŋ̊ǀʰ ↓ŋ̊ǁʰ ↓ŋ̊!ʰ ↓ŋ̊ǂʰ]. Peter Ladefoged considera que aquests són un dels sons més difícils del món. Altres llengües, com ara a Taiwan, han estat considerades per tenir ingressives pulmonars, però aquestes afirmacions han estat considerades o bé espúries o bé detalls fonètics ocasionals.
A les interjeccions, però no a paraules normals, les vocals o paraules ingressives pulmonars es reporten a tots els continents. Això es fa comunament al mecanisme de canal posterior (com ara a [ə↓] a l'ewe o afirmació (com ara [ɸʷ↓] al suec). A l'anglès, una inspiració audible de respiració, [hːː↓], o una consonant inspirada tal com [tʰ↓] o [p͡t↓] s'usa en la conversa per indicar que algú està a punt de parlar o s'està preparant per continuar parlant.Plantilla:Sfnt En algunes llengües, tal com el finès i l'amhàric, es poden expressar frases enteres amb un flux d'aire ingressiu. (Vegeu so ingressiu.)

## Iniciació glotal
És possible iniciar el flux d'aire al tracte vocal superior per mitjà de les cordes vocals o la glotis. Això es coneix com a iniciació glotal.
Per a la iniciació glotal egressiva, s'ha d'abaixar la glotis (com si es cantés una nota baixa), tancar-la com per a una oclusiva glotal, i després pujar-la, construint una pressió a la cavitat oral i a la tràquea. Les egressives glotal s'anomenen ejectives. La glotis ha d'estar totalment tancada per formar egressives glotals, o sinó la columna d'aire fluiria enrere sobre ella; en conseqüència és impossible pronunciar ejectives sonores. Els alòfons ejectius d'oclusives sordes es troben en diverses varietats de l'anglès als finals d'unitats prosòdiques.
Per a la iniciació glotal ingressiva, la seqüència d'accions realitzada a la iniciació de la pressió glotal es reverteix: s'apuja la glotis (com per cantar una nota alta), es tanca, i després s'abaixa per crear una succió a la part superior de la tràquea i la cavitat oral. Les ingressives glotals s'anomenn consonants implosives, tot i que poden comportar un flux d'aire nul en comptes de realment un ingrès d'aire. Atès que la columna d'aires fluiria cap endavant sobre la glotis descendent, no és necessari tancar-la completament, i les implosives poden ser sonores; de fet les implosives sordes són extremadament escasses.
En general les implosives són sonores. En comptes de mantenir la glotis tancada estretament, es tensa però es deixa lleugerament oberta per permetre passar un flux petit d'aire. A contrari dels sons sonors pulmonars, en els quals passa un flux d'aires a través d'una glotis generalment fixa, a les implosives sonores una glotis mòbil passa sobre una columna d'aires gairebé immòbil per causa la vibració de les cordes vocals. Les fonacions que són més obertes que la veu modal, com ara la veu aspirada, no condueixen a sons glotals perquè en aquests sons la glotis es deixa relativament oberta, permeten l'aire que flueixi fàcilment i prevenint que es formi una diferència significativa de pressió a darrere de l'articulador.
Atès que la cavitat oral és molt més petita que els pulmonts, les aproximants i les vocals no es poden pronunciar amb iniciació vocàlica. Les anomenada vocals glotals i altres sonores usen el mecanisme més comú de flux d'aire pulmonar egressiu.
No hi ha una distinció clara entre els sons pulmonars i glotals. Algunes llengües poden tenir consonants que són intermèdies. Per exemple, les consonants glotals a l'anglès de Londres, com ara la t a rat [ˈɹæʔt], poden ser feblement ejectives. De forma semblant, les oclusives totalment sonores a llengües com el tailandès, el zulu o el maidu són feblement implosives. Aquesta ambigüitat no passa amb el mecanisme de flux d'aire següent, lingual, que és clarament diferent dels sons pulmonars.

## Iniciació lingual (velar)
La tercera forma d'iniciació al llenguatge humà és la iniciació lingual o velar, on es produeix un so mitjançant el tancament de dos llocs d'articulació, i el flux d'aire es forma per moviment del cos de la llengua. Les oclusives linguals es coneixen més comunament com a consonants clic, i son gairebé universalment ingressives. La paraula lingual es deriva del llatí lingua, que significa llengua.
Per produir un flux d'aire lingual ingressiu, primer s'ha de tancar el tracte vocal en dos llocs: a la part de darrere de la llengua, com una consonant velar o una oclusiva uvular, i simultàniament amb la part frontal de la llengua o els llavis, com una consonat coronal o una oclusiva bilabial. Aquests manteniments poden ser sonors o nasalitzats. Després s'ha d'abaixar el cos de la llengua per rarificar l'aire a sobre d'ella. El tancament al front de la llengua s'obre primer, a l'alliberament del clic; després s'allibera el tancament a la part posterior per a l'acompanyament o flux del clic pulmonar o glotal. Això pot ser aspirat, africat o fins i tot ejectiu. Fins i tot quan no és ejectiu, és freqüent que la glotis es tanqui també, per a una consonant triplement articulada, i aquest tercer tancament s'allibera per produir un clic glotal. Els clics es troben en molt poques llengües, on es pot destacar les llengües khoisan del Sud d'Àfrica i algunes llengües properes com el zulu. Es troben més freqüentment en contextos extralingüístics, com ara el so «tsk tsk» que molt occidentals utilitzen per expressar penediment o pietat (un clic dental), o el so que utilitzen molts hípics utilitzen per donar presa als seus cavalls (un clic lateral).
La iniciació lingual egressiva es realitza invertint la seqüència de la ingressiva lingual: el front i el darrere de la llengua (o els llavis i el darrere de la llengua) tanquen la cavitat bucal, i les galtes i el punt mig de la llengua es mouen cap a dins i cap amunt per incrementar la pressió oral. L'únic ús documentat d'una ingressiva lingual és un clic egressiu bilabial nasal al damin. La transcripció d'aquest so també requereix l'ús de l'AFI estès, [ŋʘ↑].
Atès que la butxaca bucal usada per iniciar les consonants linguals és tan petita, no es pensa que sigui possible produir vocals fricatives linguals,, o altres sons que requereixen un flux d'aire continu.
Les consonants clic poden ser sonores, però més comunament són nasals. Això pot ser degut al fet que la cavitat bucal a darrere del tancament de més endarrere, a darrere de la qual es pot contenir l'aire que passa a través de la glotis per fer la veu, és tant petita que les consonants clic no es poden fer sonores durant un període llarg. Si el flux d'aire passa pel nas es pot produir el so per més temps.
Les clic nasals involucren una combinació de mecanismes linguals i pulmonars. S'abaixa el vel per dirigir el flux d'aire pulmonar a través de la cavitat nasal durant la iniciació lingual. Aquest flux d'aire nasal pot ser ell mateix egressiu o ingressiu, independentment de la iniciació lingual del clic. Els clic nasals poden ser sonors, però molt comunament són sords o fins i tot aspirats, cosa que no és freqüent per a nasals pulmonars.

## Contorns de flux d'aire
En alguns tractaments, les clics complexes es planteja que tenen contorns de flux d'aire, en els quals el flux d'aire canvia entre l'alliberament frontal (clic) i de darrere (no clic). Hi ha dos tipus que s'han mencionat: consonants lingual-pulmonars, on l'alliberament posterior es una obstruent uvular como ara [q] o [χ]; i consonants lingual-glotals, on l'alliberament posterior es una ejectiva com ara [qʼ] o [qχʼ]. Teòricament, hauria de ser possible un alliberament a una implosiva, però tant les clics com les implosives dorsals ([ɠ, ʛ ]) són poc comunes (les últimes perquè són difícils de pronunciar), i no es coneix cap llengua que combini les dues.

## Consonants percussives
Les consonants es poden pronunciar sense cap mecanisme de flux d'aires. Aquest tipus de consonants són consonsants percussives, on el so es produeix amb un òrgan percudint sobre un altre. Les consonants percussives no són fonemes en cap llengua coneguda, tot i que les extensions de l'AFI per a parla desordenada proveeix símbols per a percussiva bilabial [ʬ] (llavis colpejant) i percussiva bidental (dents cruixents) [ʭ]. L'única percussiva que es coneix que es fa servir a la parla no desordenada és la percussiva sublingual [¡] (una bufetada de llengua) que apareix alofònicament a l'alliberament de les clics alveolars a la llengua sandawe de Tanzània.
| Bilabial | Bidental | Sublingual |
| -------- | -------- | ---------- |
| ʬ        | ʭ        | ¡          |